# Terremoto de Port Vila de 2024
El terremoto de Port Vila fue un sismo, ocurrido a las 12:47:26 (hora local) del 17 de diciembre de 2024, que afectó a dicho puerto, la capital de Vanuatu, con una magnitud de 7.3. El movimiento telúrico provocó 16 muertos y más de 200 heridos, siendo este el más mortífero en la historia de Vanuatu.
Las autoridades de la ciudad la declararon en estado de emergencia hasta el 24 de diciembre de 2024.

## Información tectónica
La principal característica tectónica del archipiélago de Vanuatu es la Fosa de las Nuevas Hébridas, el límite convergente de las placas australiana y del Pacífico. A lo largo de la zona Wadati-Benioff, se ha observado actividad sísmica como eventos superficiales, intermedios y de foco profundo a profundidades de hasta 700 km (430 millas). La actividad volcánica también está presente a lo largo de esta fosa oceánica con tendencia norte-noroeste e inmersión noreste.

## Terremoto
El terremoto se produjo a unos 30 kilómetros de la costa de Efate. El Servicio Geológico de Estados Unidos (USGS) situó el terremoto en Mw 7,3 con una profundidad de 57,1 kilómetros. El mecanismo focal indicó falla oblicua-normal junto con la profundidad hipocentral, esto implicaba una falla dentro de la placa australiana en subducción. El USGS propuso dos modelos de fallas finitas: uno que representa la ruptura en una falla con tendencia noroeste con un buzamiento poco profundo de oeste a suroeste, y el otro en una falla de este a noreste con un buzamiento casi vertical.  Ambos modelos de ruptura indicaron un deslizamiento máximo de 3 m (9,8 pies). Se estimó que el temblor duró alrededor de 30 segundos. Se registraron al menos seis réplicas, la más fuerte midió Mw 5,5. 

## Daños y víctimas
Al menos 16 personas murieron y otras 200 resultaron heridas. Se vieron cadáveres tirados en las calles de Port Vila, donde al menos diez edificios se derrumbaron, algunos de ellos en forma de panqueque.  Un edificio que albergaba las embajadas de Estados Unidos, Reino Unido, Francia y Nueva Zelanda se derrumbó en su planta baja. Estados Unidos y Australia dijeron que su personal diplomático en Vanuatu se encontraba en condiciones seguras. Otro edificio quedó parcialmente destruido, mientras se producían graves deslizamientos de tierra, incluidos algunos que bloquearon carreteras y enterraron un muelle en la ciudad.
También colapsaron dos puentes. Un deslizamiento de tierra "masivo" azotó la terminal marítima internacional de Port Vila, mientras que la pista del aeropuerto internacional Bauerfield resultó dañada, lo que provocó la cancelación de múltiples vuelos. Otro deslizamiento de tierra sepultó un autobús y provocó varias muertes. También resultaron dañados dos embalses y un hospital. 
Se produjo un tsunami de 25 cm (9,8 pulgadas). Los sitios web de agencias gubernamentales de Vanuatu quedaron fuera de línea, mientras que las líneas de comunicación de la policía y las autoridades relacionadas quedaron inservibles. La Corporación de Radiodifusión y Televisión de Vanuatu dejó de emitir debido a daños sufridos en su sede central. A pesar de los problemas de conectividad, la gente ha podido acceder a Internet a través de Starlink. El edificio de la Cruz Roja de Vanuatu también resultó dañado. Se produjeron cortes de electricidad y agua en la ciudad afectada por el terremoto.